# Maude Fealy

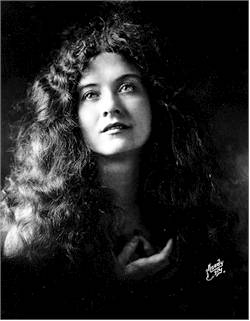
Maude Fealy

Maude Fealy, geboren Maude Mary Hawk (Memphis (Tennessee), 4 maart, 1883 - Woodland Hills (Californië), 9 november 1971) was een Amerikaans toneel- en filmactrice. Ze speelde in de periode van de stomme film in vrijwel elke film van Cecil B. DeMille.

## Leven
Fealy was de dochter van een toneeldocente. Haar stiefvader was dirigent van een symfonieorkest. In 1900 maakte ze haar debuut op Broadway theatre in Quo Vadis, samen met haar moeder. Daarna toerde ze met William Gillette door Engeland met het stuk “Sherlock Holmes”.
Tussen 1911 en 1917 speelde Fealy in negentien stomme films, meestal onder regie van Cecil B. DeMille. Haar eerste rol was in  David Copperfield, voor Thanhouser Company. Daarnaast bleef ze actief op het toneel. Later zou ze ook zelf stukken schrijven en regisseren. Ook doceerde ze aan acteurs en actrices en begon de “Fealy School of Stage and Screen Acting” en later de “Fealy School of Dramatic Expression”.
Fealy was in het begin van de twintigste eeuw ook bekend van talloze speel- en ansichtkaarten, zoals die aan die toen veelvuldig van beroemdheden gedrukt en verzameld werden. Op latere leeftijd speelde ze onder meer nog een bijrol in The Ten Commandments (1956). Ze overleed in 1971, op 88-jarige leeftijd.

## Galerij

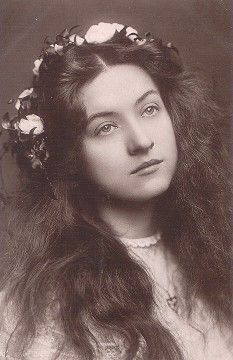
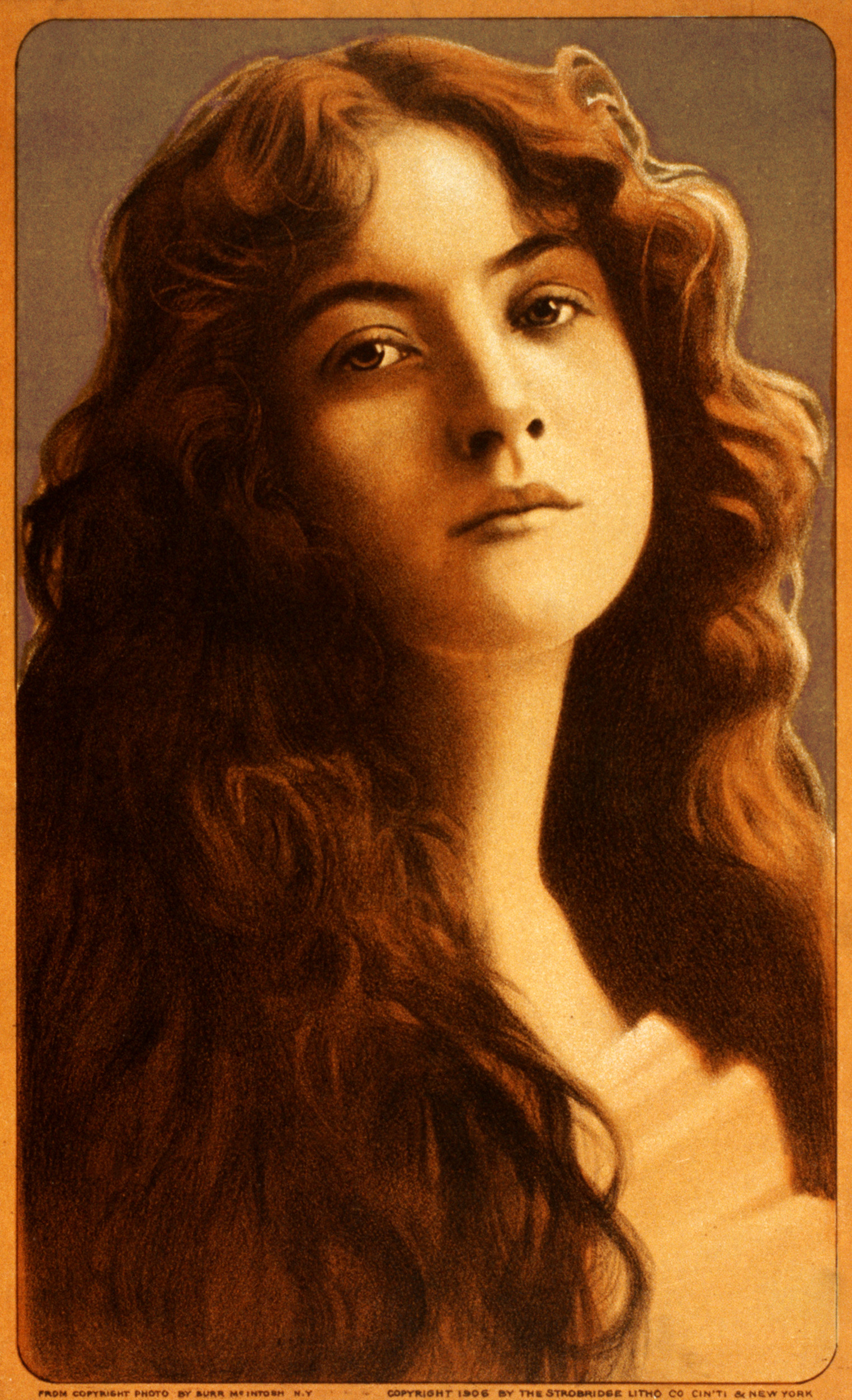
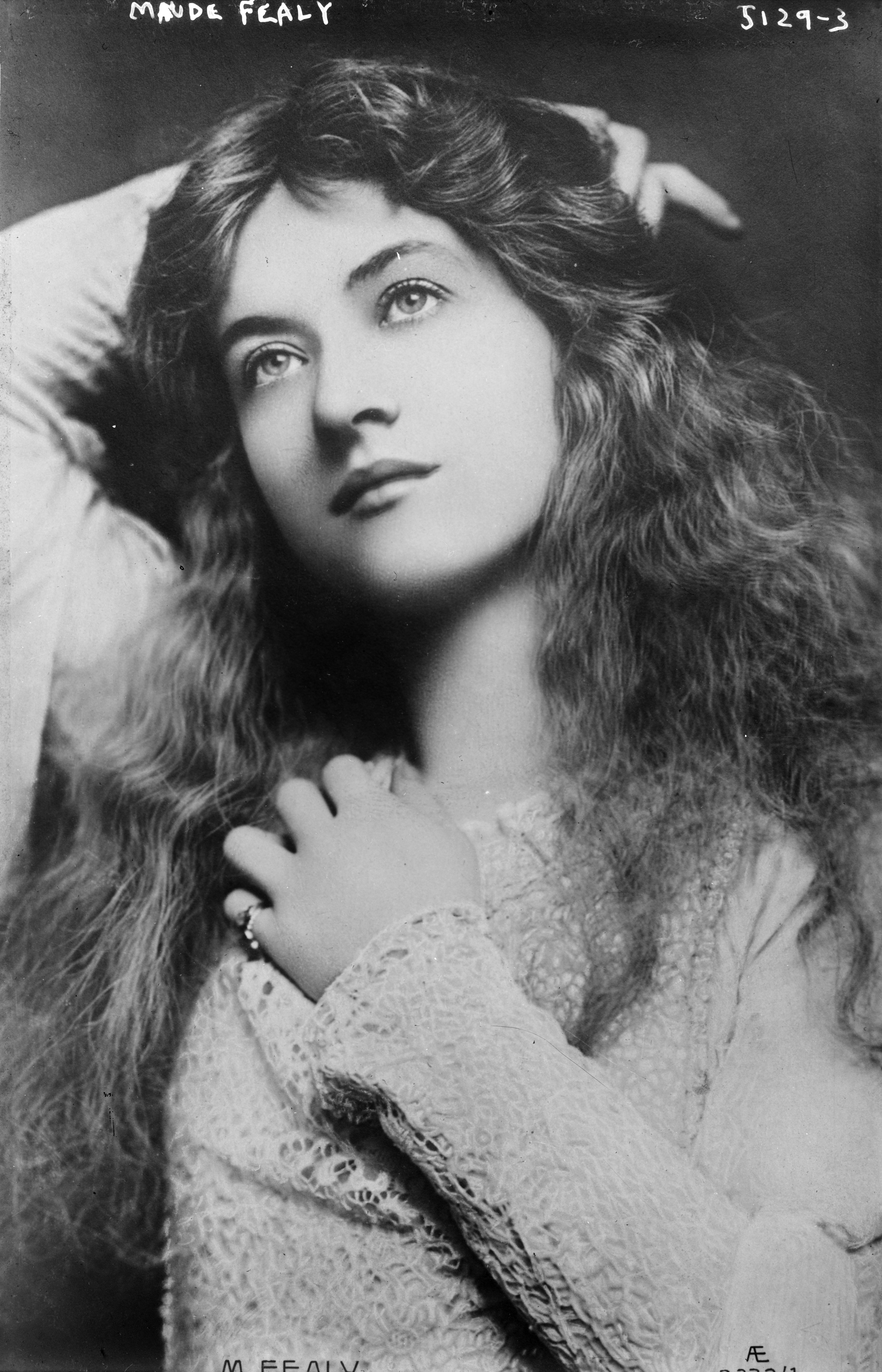
Helen of Troy
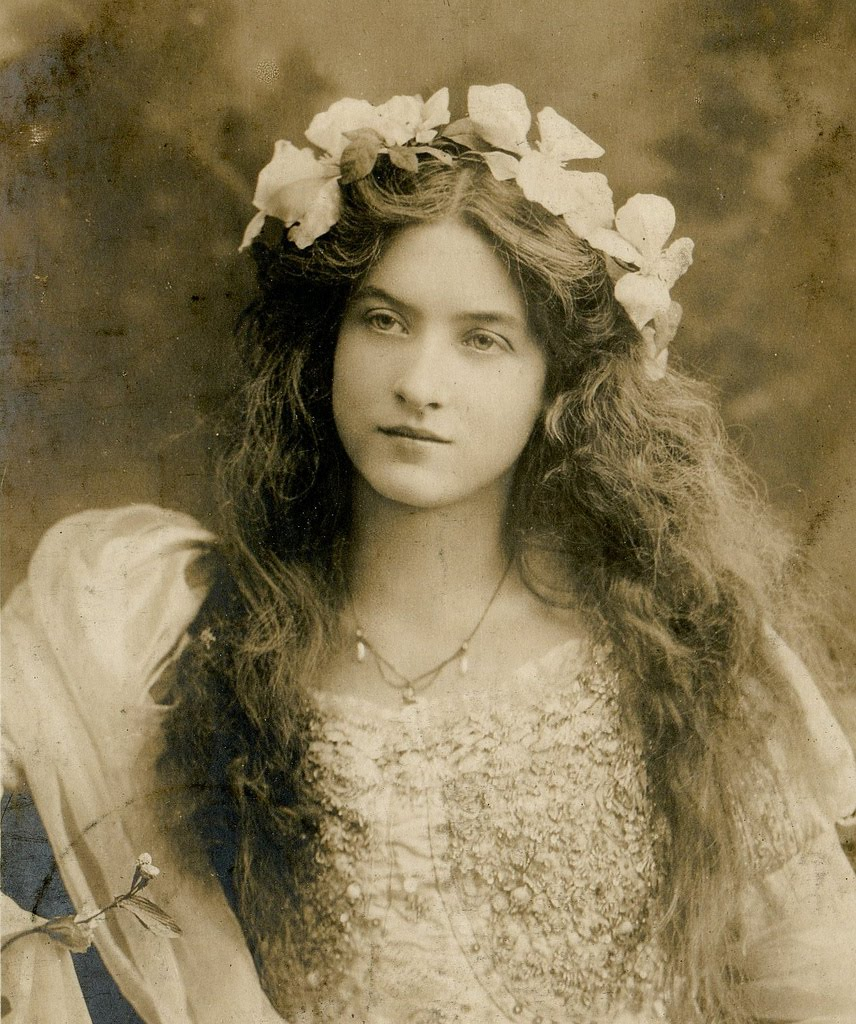
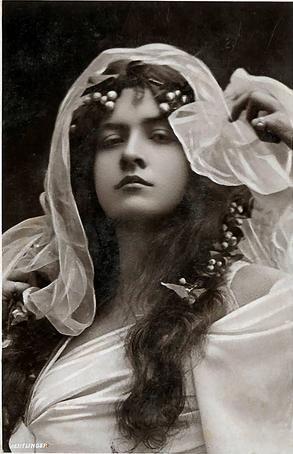

## Noot
1. ↑  DeMille actress Maude Fealy Dies - Long Beach Press-Telegram 10 november 10, 1971 pag. 2

- Bibliothèque nationale de France: cb16549129v (data)
- International Standard Name Identifier: 0000 0000 2418 7229
- Library of Congress Control Number: n85185266
- SNAC: w6vh93mg
- Virtual International Authority File: 11286558
- WorldCat: E39PBJmTrb9RmYqqjRyjKbxRrq